# Parabola della zizzania
La parabola della zizzania è una parabola di Gesù, presente nel Vangelo secondo Matteo 13,24-30 e nell'apocrifo Vangelo di Tommaso (57).
Narra del buon seme la cui crescita è disturbata dalla zizzania.
Il termine zizzania proviene dal greco zizánion e dal tardo latino (crist.) zizania e indica la pianta del loglio (Lolium temulentum).

## Parabola

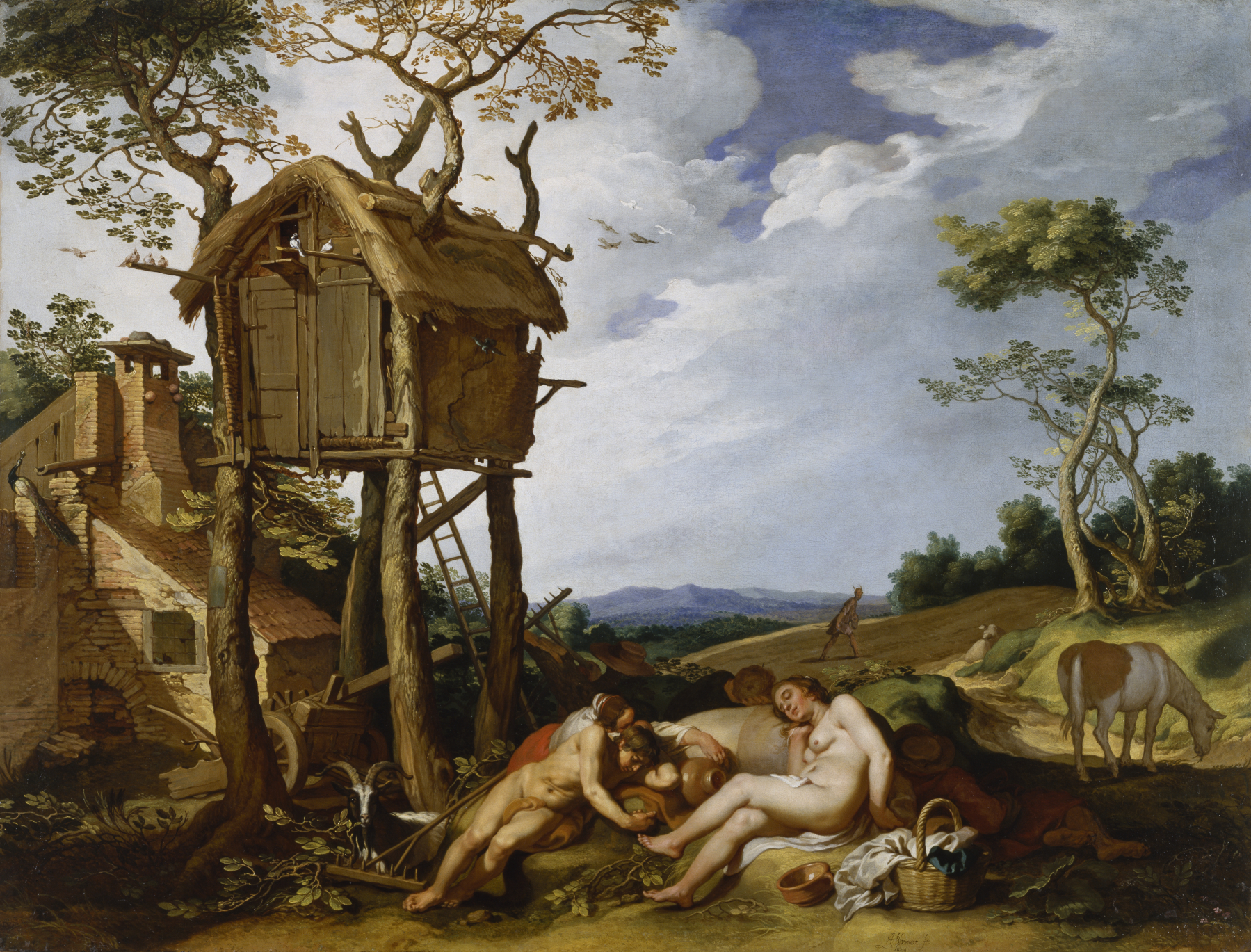
Abraham Bloemaert - Parabola della zizzania

### Vangelo secondo Matteo
Poco più avanti Gesù ne fornisce la spiegazione ai discepoli che ne hanno fatto esplicita richiesta:

### Vangelo di Tommaso
(Vangelo di Tommaso, 57)

## Autenticità
Gli studiosi sono divisi sull'autenticità della parabola. Alcuni sostengono che sia un detto autentico di Gesù, altri che sia riconducibile alle prime comunità cristiane.
In generale gli studiosi concordano che i versetti 37-42, quelli della spiegazione della parabola, siano un'aggiunta dell'autore del Vangelo secondo Matteo.

## Usi successivi
Dalla narrazione evangelica derivano frasi idiomatiche del tipo di mettere zizzania o seminare zizzania, che significa mettere discordia, creare volontariamente e con cattiveria situazioni di conflitto.